# Visby, Danmark
Visby (tyska: Wiesby) är en tätort i Tønders kommun i Region Syddanmark i Danmark. Tätorten har 349 invånare (2024). Den ligger på Jylland, cirka 9,5 kilometer nordväst om Tønder.
I Visby finns bland annat kyrka, bygdegård, bensinstation och Trøjborgs slottsruin.